# Det 3:e befästningsområdet
Det 3:e befästningsområdet eller Letitjevs befästningsområde (ryska: 3-й Летичевский укреплённый район, ЛеУР, 3-й УР, УР № 3) var ett komplex av befästningsanläggningar som blev uppförda av Sovjetunionen i Ukraina på 1930-talet. Det ingick i den så kallade Stalinlinjen som sträckte sig från Odessa till Finska viken. 

## Historia
Beslutet om bygga befästningskomplexet fattades 1931. Man planerade att inleda byggarbeten i april 1931 men direktivet om uppförandet av fyra nya befästningsområden (Korostens, Letitjevs, Mogilev-Jampols och Tiraspols) utkom först den 16 april 1931. Därför påbörjades jordarbeten först i andra hälften av juni och betongarbeten i början av augusti.
De flesta stridsvärn stod klara 1934, men enskilda anläggningar höll på att byggas ända till 1936. Från 1931 till 1936 spenderade man sammanlagt 16 613 521 rubel  (1931–1932: 13 096 821 rubel, 1933: 531 800 rubel, 1934: 365 900 rubel, 1935: 781 300 rubel, 1936: 1 937 700 rubel). År 1938 påbörjades uppförandet av tilläggsanläggningar i området.
Den totala utsträckningen av befästningsområdet var enligt olika källor 122–126 km. Enligt ryska uppgifter hade den 340 kulsprute- och 7 kanonbunkrar. Enligt tyskar, som inspekterade linjen av sovjetiska befästningar 1942, räknade området 22 kanonkasematter, 336 kulsprutekasematter och 36 kommandoplatser.
Områdets högra flank låg intill staden Chmilnyk och följde Södra Bugs östra strand genom Novokonstantinov, Suslovtsy, Letitjev, Volosskoje, Galuzinsy, och löpte sedan längs floden Rovets till Bar, Kozarovka, Jaltusjkov och längs Ljadova till byn Katiuzhany. På den vänstra flanken, mellan Letitjevs och Mogilev-Jampols befästningsområden, låg en trettiofyra kilometer lång oskyddad sträcka. På den högra flanken fanns det en likadan sträcka (30–40 km) som bredde ut sig till den vänstra flanken av Novograd-Volynsks befästningsområde.
Den 11 juni 1941 från Artilleristyrelsens depåer skickades till befästningsområdet 4 maximkulsprutor, 2 vickerskulsprutor, 6 browningkulsprutor, 4 Rosenbergs 37-millimeterskanoner, 13 45-mm stridsvagnskanoner av 1932 års modell.

## Andra världskriget
Under tyskarnas offensiv 7 juli 1941 i riktning mot Sjepetovka och Proskurov gav sydvästfrontens befälhavaren order till den ryska 12:e armén att dra sig till den norra flanken av Letitjevs befästningsområde och gå i ställning där för att försvara det mot tyskarnas attacker.
I sitt brev den 16 juli 1941 skrev chefen för 12:e armén Pavel Ponedelin till Sydfrontens befälhavare att Letitjevs befästningsområde var väldigt svagt och att det saknade 162 kulsprutor. Området var avsett för åtta kulsprutebataljoner men hade nu endast fyra nyformerade och dåligt tränade bataljoner, därtill rådde brist på minor och taggtråd.
Befästningsområdet försvarades också av den 13:e skyttekåren, den 24:e mekaniserade kåren och den 96:e bergdivisionen.
Den 17 juli genombröt tyskarna befästningsområdet vid Terlovka–Snitovka, Pilipovy Koritjentsy–Galuzintsy och Kozarivka–sovkhozen Marimont. Vid 14:00 intog de Zjmerinka, delade den 12:e armén i två delar och började hota den 6:e armén bakifrån. Samma kväll, efter reträtten av den 13:e skyttekåren och den 24:e mekaniserade kåren, gav stabschefen för den 12:e armén B. Arusjanjan order till de andra förbanden att ta ammunitionen med sig, förstöra övrig materiel och sedan dra sig tillbaka. Natten till den 18 juli började de att dra sig tillbaka från Chmelnik, Novokonstantinov, Letitjev, Volkovintsy och Bar till Vinnytsja och vidare till Tjerkasy. 
Befästningsområdets styrelse avskaffades den 27 december 1941.

## Organisation
- befästningsområdets styrelse
- 24:e särskilda kulsprutebataljonen
- 27:e särskilda kulsprutebataljonen
- 37:e särskilda kulsprutebataljonen
- 233:e särskilda kulsprutebataljonen
- 525:e särskilda signalbataljonen (186:e särskilda signalkompaniet till 1 juli 1941)
- 33:e särskilda ingenjörkompaniet
- 214:e särskilda transportkompaniet
- 109:e fältbageriet

## Befästningsområdets kommendanter
- Sablin Jurij Vladimirovitj (1931 – 25 september 1936), divisionchef
- Jakimovitj Anton Ivanovitj (1941), brigadchef